# CEV Champions League 2014-2015 (maschile)
La CEV Champions League di pallavolo maschile 2014-2015 si è svolta dal 4 novembre 2014 al 29 marzo 2015: al torneo hanno partecipato ventotto squadre di club europee e la vittoria finale è andata per la terza volta al Volejbol'nyj klub Zenit-Kazan'.

## Formula

### Sistema di qualificazione
In base alla Ranking List 2014 ogni federazione affiliata alla CEV ha potuto schierare un certo numero di club: 
- Posizioni 1-2 ( Italia,  Polonia): 3 squadre;
- Posizioni 3-7 ( Russia,  Turchia,  Belgio,  Germania,  Francia,  Grecia): 2 squadre;
- Posizioni 8-16 ( Austria,  Romania,  Slovenia,  Serbia,  Spagna,  Bulgaria,  Rep. Ceca,  Montenegro): 1 squadre.

In origine inoltre era prevista l'assegnazione di due wild card, ma a causa della rinuncia di una società greca e serba, sono state assegnate quattro wild card, all'Austria, al Belgio, alla Russia e alla Svizzera..

### Regolamento
Le squadre hanno disputato una prima fase a gironi con formula del girone all'italiana con gare di andata e ritorno; al termine della prima fase:
- La prima classificata di ogni girone, più le cinque migliori seconde classificate (tuttavia, essendo la squadra ospitante la Final Four scelta tra queste e già qualificata alle semifinali, viene ripescata la sesta migliore seconda classificata), hanno disputato play-off a 12, play-off a 6, tutti giocati con gare di andata e ritorno (nel caso in cui la partita di andata termini con il punteggio di 3-0 o 3-1 e quella di ritorno indifferentemente con il punteggio di 3-0 o 3-1 oppure entrambe le partite terminino con il punteggio di 3-2 viene disputato un golden set), semifinali, finale per il terzo posto e finale.
- La peggiore seconda classificata, più le tre migliori terze classificate, hanno acceduto alla Coppa CEV 2014-15[2].

## Squadre partecipanti
| - Aich/Dob - Tirol - Maaseik - Roeselare - Topvolley Antwerpen - Marek Junion-Ivkoni - Paris | - Tours - Charlottenburg - Friedrichshafen - Olympiakos - Lube - Piacenza - Sir Safety Perugia | - Budvanska rivijera - Asseco Resovia - Jastrzębski Węgiel - Skra Bełchatów - České Budějovice - Tomis Costanza - Belogor'e | - Lokomotiv Novosibirsk - Zenit-Kazan - ACH Volley - Teruel - Lugano - Fenerbahçe - Halkbank |

## Torneo

### Fase a gironi
I gironi sono stati sorteggiati a Vienna il 27 giugno 2014.
| Girone A       | Girone B              | Girone C           | Girone D        | Girone E   |
| -------------- | --------------------- | ------------------ | --------------- | ---------- |
| Tomis Costanza | Jastrzębski Węgiel    | Charlottenburg     | Aich/Dob        | Belogor'e  |
| Lugano         | Lokomotiv Novosibirsk | ACH Volley         | Friedrichshafen | Fenerbahçe |
| Piacenza       | Marek Junion-Ivkoni   | Budvanska rivijera | Zenit-Kazan     | Lube       |
| Roeselare      | Teruel                | Asseco Resovia     | Olympiakos      | Paris      |

| Girone F            | Girone G           |
| ------------------- | ------------------ |
| Topvolley Antwerpen | Halkbank           |
| Skra Bełchatów      | Maaseik            |
| České Budějovice    | Sir Safety Perugia |
| Tirol               | Tours              |

#### Girone A

##### Risultati
| 5 novembre 2014 PalaBanca, Piacenza Durata: 2h:10 - Spettatori: 2 382         | Piacenza       | 2 - 3 | Tomis Costanza | 25-16, 22-25, 25-27, 25-22, 12-15 |
| 5 novembre 2014 Resega, Lugano Durata: 1h:50 - Spettatori: 300                | Lugano         | 1 - 3 | Roeselare      | 25-22, 17-25, 22-25, 22-25        |
| 18 novembre 2014 Schiervelde, Roeselare Durata: 2h:13 - Spettatori: 1 850     | Roeselare      | 3 - 2 | Piacenza       | 25-22, 22-25, 23-25, 26-24, 15-12 |
| 20 novembre 2014 Sala Sporturilor, Costanza Durata: 1h:21 - Spettatori: 1 099 | Tomis Costanza | 3 - 0 | Lugano         | 25-19, 25-22, 25-18               |
| 4 dicembre 2014 PalaBanca, Piacenza Durata: 1h:36 - Spettatori: 2 369         | Piacenza       | 3 - 1 | Lugano         | 25-21, 25-17, 21-25, 25-16        |
| 4 dicembre 2014 Sala Sporturilor, Costanza Durata: 1h:54 - Spettatori: 950    | Tomis Costanza | 3 - 1 | Roeselare      | 22-25, 25-14, 25-23, 25-20        |
| 16 dicembre 2014 Schiervelde, Roeselare Durata: 2h:03 - Spettatori: 2 100     | Roeselare      | 2 - 3 | Tomis Costanza | 20-25, 25-20, 25.18, 24-26, 10-15 |
| 17 dicembre 2014 Resega, Lugano Durata: 2h:09 - Spettatori: 400               | Lugano         | 2 - 3 | Piacenza       | 18-25, 25-22, 25-22, 33-35, 13-15 |
| 21 gennaio 2015 Resega, Lugano Durata: 1h:42 - Spettatori: 450                | Lugano         | 1 - 3 | Tomis Costanza | 19-25, 16-25, 25-17, 20-25        |
| 20 gennaio 2015 PalaBanca, Piacenza Durata: 1h:44 - Spettatori: 2 643         | Piacenza       | 3 - 1 | Roeselare      | 21-25, 25-18, 25-18, 25-20        |
| 27 gennaio 2015 Schiervelde, Roeselare Durata: 1h:44 - Spettatori: 2 000      | Roeselare      | 3 - 1 | Lugano         | 25-18, 14-25, 25-19, 25-18        |
| 27 gennaio 2015 Sala Sporturilor Durata: 2h:18 - Spettatori: 1 100            | Tomis Costanza | 2 - 3 | Piacenza       | 18-25, 25-21, 23-25, 28-26, 16-18 |

##### Classifica
| Pos | Squadra        | Pt | G | V | P | SV | SP | Ratio | PF  | PS  | Ratio |
| --- | -------------- | -- | - | - | - | -- | -- | ----- | --- | --- | ----- |
| 1   | Tomis Costanza | 14 | 6 | 5 | 1 | 17 | 9  | 1.888 | 583 | 549 | 1.061 |
| 2   | Piacenza       | 12 | 6 | 4 | 2 | 16 | 12 | 1.333 | 643 | 600 | 1.071 |
| 3   | Roeselare      | 9  | 6 | 3 | 3 | 13 | 13 | 1.000 | 564 | 571 | 0.987 |
| 4   | Lugano         | 1  | 6 | 0 | 6 | 6  | 18 | 0.333 | 498 | 568 | 0.876 |

#### Girone B

##### Risultati
| 5 novembre 2014 Pabellón Los Planos, Teruel Durata: 1h:23 - Spettatori: 1 500      | Teruel                | 0 - 3 | Jastrzębski Węgiel    | 20-25, 26-28, 20-25               |
| 6 novembre 2014 Arena Samokov, Samokov Durata: 1h:41 - Spettatori: 900             | Marek Junion-Ivkoni   | 1 - 3 | Lokomotiv Novosibirsk | 20-25, 27-25, 16-25, 20-25        |
| 19 novembre 2014 SKK Sever, Novosibirsk Durata: 1h:38 - Spettatori: 1 660          | Lokomotiv Novosibirsk | 3 - 1 | Teruel                | 25-21, 25-15, 23-25, 25-15        |
| 18 novembre 2014 Hala Sportowa, Jastrzębie-Zdrój Durata: 1h:12 - Spettatori: 2 500 | Jastrzębski Węgiel    | 3 - 0 | Marek Junion-Ivkoni   | 25-13, 25-16, 25-15               |
| 3 dicembre 2014 Pabellón Los Planos, Teruel Durata: 1h:58 - Spettatori: 1 479      | Teruel                | 2 - 3 | Marek Junion-Ivkoni   | 18-25, 25-18, 25-22, 19-25, 14-16 |
| 3 dicembre 2014 Hala Sportowa, Jastrzębie-Zdrój Durata: 1h:52 - Spettatori: 2 800  | Jastrzębski Węgiel    | 1 - 3 | Lokomotiv Novosibirsk | 25-23, 20-25, 20-25, 19-25        |
| 18 dicembre 2014 SKK Sever, Novosibirsk Durata: 1h:14 - Spettatori: 1 600          | Lokomotiv Novosibirsk | 3 - 0 | Jastrzębski Węgiel    | 25-16, 25-23, 25-15               |
| 18 dicembre 2014 Arena Samokov, Samokov Durata: 1h:20 - Spettatori: 500            | Marek Junion-Ivkoni   | 0 - 3 | Teruel                | 21-25, 23-25, 23-25               |
| 22 gennaio 2015 Arena Samokov, Samokov Durata: 1h:46 - Spettatori: 500             | Marek Junion-Ivkoni   | 2 - 3 | Jastrzębski Węgiel    | 18-25, 25-18, 25-22, 18-25, 7-15  |
| 20 gennaio 2015 Pabellón Los Planos, Teruel Durata: ? - Spettatori: 1 200          | Teruel                | 3 - 0 | Lokomotiv Novosibirsk | 29-27, 25-23, 26-24               |
| 27 gennaio 2015 SKK Sever, Novosibirsk Durata: 1h:15 - Spettatori: 1 500           | Lokomotiv Novosibirsk | 3 - 0 | Marek Junion-Ivkoni   | 26-24, 26-24, 25-18               |
| 27 gennaio 2015 Hala Sportowa, Jastrzębie-Zdrój Durata: 1h:17 - Spettatori: 2 200  | Jastrzębski Węgiel    | 3 - 0 | Teruel                | 25-14, 25-23, 25-22               |

##### Classifica
| Pos | Squadra               | Pt | G | V | P | SV | SP | Ratio | PF  | PS  | Ratio |
| --- | --------------------- | -- | - | - | - | -- | -- | ----- | --- | --- | ----- |
| 1   | Lokomotiv Novosibirsk | 15 | 6 | 5 | 1 | 15 | 6  | 2.500 | 521 | 437 | 1.192 |
| 2   | Jastrzębski Węgiel    | 11 | 6 | 4 | 2 | 13 | 8  | 1.625 | 471 | 435 | 1.082 |
| 3   | Teruel                | 7  | 6 | 2 | 4 | 9  | 12 | 0.750 | 457 | 498 | 0.917 |
| 4   | Marek Junion-Ivkoni   | 3  | 6 | 1 | 5 | 6  | 17 | 0.352 | 453 | 532 | 0.851 |

#### Girone C

##### Risultati
| 4 novembre 2014 Hala Podpromie, Rzeszów Durata: 1h:13 - Spettatori: 4 300            | Asseco Resovia     | 3 - 0 | Budvanska rivijera | 25-22, 25-15, 25-18               |
| 6 novembre 2014 Max-Schmeling-Halle, Berlino Durata: 2h:07 - Spettatori: 3 731       | Charlottenburg     | 3 - 1 | ACH Volley         | 26-28, 25-19, 28-26, 25-16        |
| 19 novembre 2014 Hala Tivoli, Lubiana Durata: 1h:25 - Spettatori: 1 100              | ACH Volley         | 0 - 3 | Asseco Resovia     | 19-25, 23-25, 19-25               |
| 20 novembre 2014 Mediteranski Sportski Centar, Budua Durata: 1h:58 - Spettatori: 750 | Budvanska rivijera | 3 - 2 | Charlottenburg     | 25-22, 32-30, 16-25, 22-25, 15-12 |
| 4 dicembre 2014 Hala Podpromie, Rzeszów Durata: 1h:11 - Spettatori: 4 257            | Asseco Resovia     | 0 - 3 | Charlottenburg     | 16-25, 22-25, 19-25               |
| 4 dicembre 2014 Mediteranski Sportski Centar, Budua Durata: 1h:41 - Spettatori: 700  | Budvanska rivijera | 3 - 1 | ACH Volley         | 25-19, 18-25, 25-20, 25-22        |
| 17 dicembre 2014 Hala Tivoli, Lubiana Durata: 1h:38 - Spettatori: 1 200              | ACH Volley         | 3 - 1 | Budvanska rivijera | 18-25, 25-18, 25-17, 25-23        |
| 18 dicembre 2014 Max-Schmeling-Halle, Berlino Durata: 2h:01 - Spettatori: 6 489      | Charlottenburg     | 2 - 3 | Asseco Resovia     | 19-25, 20-25, 25-21, 25-17, 10-15 |
| 21 gennaio 2015 Max-Schmeling-Halle, Berlino Durata: 1h:16 - Spettatori: 4 261       | Charlottenburg     | 3 - 0 | Budvanska rivijera | 25-23, 25-22, 25-16               |
| 21 gennaio 2015 Hala Podpromie, Rzeszów Durata: 1h:09 - Spettatori: 3 856            | Asseco Resovia     | 3 - 0 | ACH Volley         | 25-19, 25-12, 25-16               |
| 27 gennaio 2015 Hala Tivoli, Lubiana Durata: 1h:13 - Spettatori: 1 100               | ACH Volley         | 0 - 3 | Charlottenburg     | 17-25, 22-25, 19-25               |
| 27 gennaio 2015 Mediteranski Sportski Centar, Budua Durata: 1h:16 - Spettatori: 400  | Budvanska rivijera | 0 - 3 | Asseco Resovia     | 23-25, 19-25, 21-25               |

##### Classifica
| Pos | Squadra            | Pt | G | V | P | SV | SP | Ratio | PF  | PS  | Ratio |
| --- | ------------------ | -- | - | - | - | -- | -- | ----- | --- | --- | ----- |
| 1   | Asseco Resovia     | 14 | 6 | 5 | 1 | 15 | 5  | 3.000 | 460 | 400 | 1.150 |
| 2   | Charlottenburg     | 14 | 6 | 4 | 2 | 16 | 7  | 2.285 | 542 | 478 | 1.133 |
| 3   | Budvanska rivijera | 5  | 6 | 2 | 4 | 7  | 15 | 0.466 | 465 | 518 | 0.897 |
| 4   | ACH Volley         | 3  | 6 | 1 | 5 | 5  | 16 | 0.312 | 434 | 505 | 0.859 |

#### Girone D

##### Risultati
| 5 novembre 2014 Centr volejbola Sankt-Peterburg, Kazan' Durata: 1h:11 - Spettatori: 1 700    | Zenit-Kazan     | 3 - 0 | Friedrichshafen | 25-19, 25-18, 25-14               |
| 5 novembre 2014 BSH Sportpark, Klagenfurt Durata: 2h:00 - Spettatori: 1 450                  | Aich/Dob        | 1 - 3 | Olympiakos      | 25-21, 25-27, 17-25, 23-25        |
| 19 novembre 2014 Melina Mercouri Hall, Rentis Durata: 1h:26 - Spettatori: 1 020              | Olympiakos      | 0 - 3 | Zenit-Kazan     | 26-28, 19-25, 20-25               |
| 19 novembre 2014 ZF-Arena Friedrichshafen, Friedrichshafen Durata: 2h:17 - Spettatori: 1 650 | Friedrichshafen | 2 - 3 | Aich/Dob        | 25-23, 25-17, 24-26, 24-26, 13-15 |
| 3 dicembre 2014 Centr volejbola Sankt-Peterburg, Kazan' Durata: 1h:14 - Spettatori: 1 200    | Zenit-Kazan     | 3 - 0 | Aich/Dob        | 25-20, 25-14, 25-15               |
| 3 dicembre 2014 ZF-Arena Friedrichshafen, Friedrichshafen Durata: 1h:15 - Spettatori: 1 870  | Friedrichshafen | 3 - 0 | Olympiakos      | 25-19, 25-17, 25-18               |
| 18 dicembre 2014 Melina Mercouri Hall, Rentis Durata: 1h:21 - Spettatori: 700                | Olympiakos      | 0 - 3 | Friedrichshafen | 22-25, 23-25, 18-25               |
| 19 dicembre 2014 BSH Sportpark, Klagenfurt Durata: 1h:16 - Spettatori: 1 720                 | Aich/Dob        | 0 - 3 | Zenit-Kazan     | 18-25, 23-25, 20-25               |
| 21 gennaio 2015 BSH Sportpark, Klagenfurt Durata: 1h:27 - Spettatori: 2 200                  | Aich/Dob        | 0 - 3 | Friedrichshafen | 19-25, 23-25, 15-25               |
| 21 gennaio 2015 Centr volejbola Sankt-Peterburg, Kazan' Durata: 1h:09 - Spettatori: 2 500    | Zenit-Kazan     | 3 - 0 | Olympiakos      | 25-20, 25-14, 25-19               |
| 27 gennaio 2015 Melina Mercouri Hall, Rentis Durata: 1h:48 - Spettatori: 550                 | Olympiakos      | 1 - 3 | Aich/Dob        | 18-25, 23-25, 25-18, 21-25        |
| 27 gennaio 2015 ZF-Arena Friedrichshafen, Friedrichshafen Durata: 1h:30 - Spettatori: 2 816  | Friedrichshafen | 0 - 3 | Zenit-Kazan     | 21-25, 22-25, 22-25               |

##### Classifica
| Pos | Squadra         | Pt | G | V | P | SV | SP | Ratio | PF  | PS  | Ratio |
| --- | --------------- | -- | - | - | - | -- | -- | ----- | --- | --- | ----- |
| 1   | Zenit-Kazan     | 18 | 6 | 6 | 0 | 18 | 0  | MAX   | 453 | 344 | 1.316 |
| 2   | Friedrichshafen | 10 | 6 | 3 | 3 | 11 | 9  | 1.222 | 452 | 431 | 1.048 |
| 3   | Aich/Dob        | 5  | 6 | 2 | 4 | 7  | 15 | 0.466 | 457 | 521 | 0.877 |
| 4   | Olympiakos      | 3  | 6 | 1 | 5 | 4  | 16 | 0.250 | 420 | 486 | 0.864 |

#### Girone E

##### Risultati
| 5 novembre 2014 Burhan Felek Spor Salonu, Istanbul Durata: 1h:59 - Spettatori: 300  | Fenerbahçe | 3 - 2 | Lube       | 25-21, 28-30, 21-25, 25-23, 15-9  |
| 6 novembre 2014 Salle Charléty, Parigi Durata: 1h:21 - Spettatori: 1 150            | Paris      | 0 - 3 | Belogor'e  | 18-25, 14-25, 22-25               |
| 18 novembre 2014 Sports Palace Cosmos, Belgorod Durata: 1h:40 - Spettatori: 4 600   | Belogor'e  | 3 - 1 | Fenerbahçe | 25-18, 25-16, 22-25, 25-19        |
| 20 novembre 2014 PalaFontescodella, Macerata Durata: 1h:10 - Spettatori: 2 223      | Lube       | 3 - 0 | Paris      | 25-22, 25-19, 25-20               |
| 3 dicembre 2014 Burhan Felek Spor Salonu, Istanbul Durata: 2h:00 - Spettatori: 500  | Fenerbahçe | 3 - 2 | Paris      | 23-25, 23-25, 25-22, 25-22, 16-14 |
| 3 dicembre 2014 PalaFontescodella, Macerata Durata: 1h:51 - Spettatori: 2 067       | Lube       | 1 - 3 | Belogor'e  | 25-22, 23-25, 19-25, 23-25        |
| 17 dicembre 2014 Sports Palace Cosmos, Belgorod Durata: 1h:17 - Spettatori: 4 850   | Belogor'e  | 3 - 0 | Lube       | 25-22, 25-22, 25-19               |
| 17 dicembre 2014 Salle Charléty, Parigi Durata: 1h:43 - Spettatori: 1 600           | Paris      | 3 - 1 | Fenerbahçe | 25-18, 25-23, 23-25, 25-20        |
| 20 gennaio 2015 Salle Charléty, Parigi Durata: 1h:37 - Spettatori: 1 401            | Paris      | 1 - 3 | Lube       | 18-25, 21-25, 25-23, 20-25        |
| 20 gennaio 2015 Burhan Felek Spor Salonu, Istanbul Durata: 1h:46 - Spettatori: 500  | Fenerbahçe | 3 - 1 | Belogor'e  | 25-21, 22-25, 25-23, 25-19        |
| 27 gennaio 2015 Sports Palace Cosmos, Belgorod Durata: 1h:10 - Spettatori: 2 300    | Belogor'e  | 3 - 0 | Paris      | 25-19, 25-18, 25-20               |
| 27 gennaio 2015 PalaCivitanova, Civitanova Marche Durata: 1h:07 - Spettatori: 4 350 | Lube       | 3 - 0 | Fenerbahçe | 25-14, 25-15, 25-21               |

##### Classifica
| Pos | Squadra    | Pt | G | V | P | SV | SP | Ratio | PF  | PS  | Ratio |
| --- | ---------- | -- | - | - | - | -- | -- | ----- | --- | --- | ----- |
| 1   | Belogor'e  | 15 | 6 | 5 | 1 | 16 | 5  | 3.200 | 507 | 439 | 1.154 |
| 2   | Lube       | 10 | 6 | 3 | 3 | 12 | 10 | 1.200 | 509 | 481 | 1.058 |
| 3   | Fenerbahçe | 7  | 6 | 3 | 3 | 11 | 14 | 0.785 | 537 | 574 | 0.935 |
| 4   | Paris      | 4  | 6 | 1 | 5 | 6  | 16 | 0.375 | 462 | 521 | 0.886 |

#### Girone F

##### Risultati
| 5 novembre 2014 Sporthal Arena, Deurne Durata: 2h:11 - Spettatori: 1 400            | Topvolley Antwerpen | 3 - 1 | Tirol               | 22-25, 25-15, 29-27, 25-23 |
| 5 novembre 2014 Sportovní Hala, České Budějovice Durata: 1h:41 - Spettatori: 1 950  | České Budějovice    | 1 - 3 | Skra Bełchatów      | 20-25, 25-22, 17-25, 19-25 |
| 19 novembre 2014 Hala Energia, Bełchatów Durata: 1h:15 - Spettatori: 2 700          | Skra Bełchatów      | 3 - 0 | Topvolley Antwerpen | 25-17, 25-18, 25-17        |
| 19 novembre 2014 Olympiahalle, Innsbruck Durata: 1h:17 - Spettatori: 1 100          | Tirol               | 3 - 0 | České Budějovice    | 25-22, 25-19, 25-14        |
| 4 dicembre 2014 Sporthal Arena, Deurne Durata: 1h:09 - Spettatori: 1 400            | Topvolley Antwerpen | 3 - 0 | České Budějovice    | 25-20, 25-14, 25-16        |
| 2 dicembre 2014 Olympiahalle Innsbruck, Innsbruck Durata: 1h:32 - Spettatori: 1 250 | Tirol               | 0 - 3 | Skra Bełchatów      | 21-25, 27-29, 24-26        |
| 17 dicembre 2014 Hala Energia, Bełchatów Durata: 1h:23 - Spettatori: 1 950          | Skra Bełchatów      | 3 - 0 | Tirol               | 25-22, 25-23, 25-23        |
| 17 dicembre 2014 Sportovní Hala, České Budějovice Durata: 1h:18 - Spettatori: 800   | České Budějovice    | 0 - 3 | Topvolley Antwerpen | 23-25, 23-25, 17-25        |
| 21 gennaio 2015 Sportovní Hala, České Budějovice Durata: 1h:51 - Spettatori: 1 450  | České Budějovice    | 3 - 1 | Tirol               | 25-22, 25-23, 21-25, 25-23 |
| 21 gennaio 2015 Sporthal Arena, Deurne Durata: 1h:47 - Spettatori: 5 000            | Topvolley Antwerpen | 1 - 3 | Skra Bełchatów      | 25-22, 14-25, 20-25, 19-25 |
| 27 gennaio 2015 Hala Energia, Bełchatów Durata: 1h:12 - Spettatori: 2 540           | Skra Bełchatów      | 3 - 0 | České Budějovice    | 25-17, 25-13, 26-24        |
| 27 gennaio 2015 Olympiahalle Innsbruck, Innsbruck Durata: 2h:04 - Spettatori: 950   | Tirol               | 3 - 1 | Topvolley Antwerpen | 31-29, 25-23, 22-25, 25-20 |

##### Classifica
| Pos | Squadra             | Pt | G | V | P | SV | SP | Ratio | PF  | PS  | Ratio |
| --- | ------------------- | -- | - | - | - | -- | -- | ----- | --- | --- | ----- |
| 1   | Skra Bełchatów      | 18 | 6 | 6 | 0 | 18 | 2  | 9.000 | 500 | 405 | 1.234 |
| 2   | Topvolley Antwerpen | 9  | 6 | 3 | 3 | 11 | 10 | 1.100 | 478 | 478 | 1.000 |
| 3   | Tirol               | 6  | 6 | 2 | 4 | 8  | 13 | 0.615 | 501 | 504 | 0.994 |
| 4   | České Budějovice    | 3  | 6 | 1 | 5 | 4  | 16 | 0.250 | 399 | 491 | 0.812 |

#### Girone G

##### Risultati
| 4 novembre 2014 Lotto Dôme, Maaseik Durata: 2h:16 - Spettatori: 1 650                 | Maaseik            | 3 - 2 | Tours              | 22-25, 22-25, 25-20, 25-17, 16-14 |
| 6 novembre 2014 PalaEvangelisti, Perugia Durata: 2h:07 - Spettatori: 2 800            | Sir Safety Perugia | 3 - 1 | Halkbank           | 25-23, 23-25, 25-23, 30-28        |
| 19 novembre 2014 Başkent Voleybol Salonu, Ankara Durata: 1h:38 - Spettatori: 1 520    | Halkbank           | 3 - 1 | Maaseik            | 25-17, 21-25, 25-15, 25-23        |
| 19 novembre 2014 Centre Municipal des Sports, Tours Durata: 2h:20 - Spettatori: 2 500 | Tours              | 2 - 3 | Sir Safety Perugia | 28-26, 25-27, 25-23, 26-28, 11-15 |
| 2 dicembre 2014 Lotto Dôme, Maaseik Durata: 1h:15 - Spettatori: 1 800                 | Maaseik            | 0 - 3 | Sir Safety Perugia | 22-25, 15-25, 18-25               |
| 3 dicembre 2014 Centre Municipal des Sports, Tours Durata: 1h:47 - Spettatori: 2 500  | Tours              | 1 - 3 | Halkbank           | 22-25, 26-24, 20-25, 17-25        |
| 17 dicembre 2014 Başkent Voleybol Salonu, Ankara Durata: 1h:47 - Spettatori: 1 583    | Halkbank           | 3 - 1 | Tours              | 23-25, 28-26, 25-19, 25-12        |
| 17 dicembre 2014 PalaEvangelisti, Perugia Durata: 1h:17 - Spettatori: 2 000           | Sir Safety Perugia | 3 - 0 | Maaseik            | 25-19, 25-20, 25-20               |
| 22 gennaio 2015 PalaEvangelisti, Perugia Durata: 1h:20 - Spettatori: 2 200            | Sir Safety Perugia | 3 - 0 | Tours              | 25-19, 25-23, 25-20               |
| 20 gennaio 2015 Lotto Dôme, Maaseik Durata: 2h:12 - Spettatori: 1 720                 | Maaseik            | 2 - 3 | Halkbank           | 25-21, 23-25, 25-23, 30-32, 9-15  |
| 27 gennaio 2015 Başkent Voleybol Salonu, Ankara Durata: 1h:34 - Spettatori: 1 620     | Halkbank           | 3 - 1 | Sir Safety Perugia | 25-17, 19-25, 25-19, 25-18        |
| 27 gennaio 2015 Centre Municipal des Sports, Tours Durata: 1h:16 - Spettatori: 2 500  | Tours              | 3 - 0 | Maaseik            | 25-15, 26-24, 25-20               |

##### Classifica
| Pos | Squadra            | Pt | G | V | P | SV | SP | Ratio | PF  | PS  | Ratio |
| --- | ------------------ | -- | - | - | - | -- | -- | ----- | --- | --- | ----- |
| 1   | Sir Safety Perugia | 14 | 6 | 5 | 1 | 16 | 6  | 2.666 | 526 | 484 | 1.086 |
| 2   | Halkbank           | 14 | 6 | 5 | 1 | 16 | 9  | 1.777 | 605 | 541 | 1.118 |
| 3   | Tours              | 5  | 6 | 1 | 5 | 9  | 15 | 0.600 | 521 | 563 | 0.925 |
| 4   | Maaseik            | 3  | 6 | 1 | 5 | 6  | 17 | 0.352 | 475 | 539 | 0.881 |

### Play-off a 12

#### Andata
| 11 febbraio 2015 ZF-Arena Friedrichshafen, Friedrichshafen Durata: 2h:07 - Spettatori: 2 200 | Friedrichshafen    | 2 - 3 | Asseco Resovia        | 25-19, 24-26, 25-20, 17-25, 15-17 |
| 11 febbraio 2015 Sala Sporturilor, Costanza Durata: 1h:14 - Spettatori: 1 251                | Tomis Costanza     | 0 - 3 | Lokomotiv Novosibirsk | 21-25, 15-25, 20-25               |
| 12 febbraio 2015 Hala Sportowa, Jastrzębie-Zdrój Durata: 2h:10 - Spettatori: 2 200           | Jastrzębski Węgiel | 2 - 3 | Sir Safety Perugia    | 25-18, 21-25, 25-27, 26-24, 11-15 |
| 11 febbraio 2015 PalaCivitanova, Civitanova Marche Durata: 1h:17 - Spettatori: 3 980         | Lube               | 0 - 3 | Skra Bełchatów        | 22-25, 19-25, 13-25               |
| 12 febbraio 2015 PalaBanca, Piacenza Durata: 1h:17 - Spettatori: 1 490                       | Piacenza           | 0 - 3 | Zenit-Kazan           | 22-25, 22-25, 19-25               |
| 10 febbraio 2015 Başkent Voleybol Salonu, Ankara Durata: 1h:55 - Spettatori: 2 975           | Halkbank           | 3 - 1 | Belogor'e             | 25-20, 20-25, 26-24, 28-26        |

#### Ritorno
| 18 febbraio 2015 Hala Podpromie, Rzeszów Durata: 1h:38 - Spettatori: 4 253                 | Asseco Resovia        | 3 - 1 | Friedrichshafen    | 25-18, 25-16, 22-25, 25-17                   |
| 18 febbraio 2015 SKK Sever, Novosibirsk Durata: 1h:09 - Spettatori: 1 150                  | Lokomotiv Novosibirsk | 3 - 0 | Tomis Costanza     | 25-13, 25-12, 25-21                          |
| 18 febbraio 2015 PalaEvangelisti, Perugia Durata: 1h:23 - Spettatori: 2 500                | Sir Safety Perugia    | 3 - 0 | Jastrzębski Węgiel | 25-18, 25-22, 25-17                          |
| 19 febbraio 2015 Hala Energia, Bełchatów Durata: 1h:45 - Spettatori: 11 200                | Skra Bełchatów        | 3 - 1 | Lube               | 26-24, 19-25, 25-22, 25-21                   |
| 19 febbraio 2015 Centr volejbola Sankt-Peterburg, Kazan' Durata: 2h:08 - Spettatori: 2 900 | Zenit-Kazan           | 3 - 2 | Piacenza           | 25-13, 24-26, 25-14, 30-32, 15-10            |
| 17 febbraio 2015 Sports Palace Cosmos, Belgorod Durata: 1h:54 - Spettatori: 4 950          | Belogor'e             | 3 - 1 | Halkbank           | 14-25, 25-17, 25-16, 25-22 Golden set: 11-15 |

#### Squadre qualificate
- Halkbank
- Skra Bełchatów
- Zenit-Kazan
- Lokomotiv Novosibirsk
- Sir Safety Perugia
- Asseco Resovia

### Play-off a 6

#### Andata
| 4 marzo 2015 SKK Sever, Novosibirsk Durata: 1h:55 - Spettatori: 1 200                  | Lokomotiv Novosibirsk | 1 - 3 | Asseco Resovia | 25-20, 21-25, 27-29, 17-25        |
| 4 marzo 2015 PalaEvangelisti, Perugia Durata: 2h:17 - Spettatori: 3 518                | Sir Safety Perugia    | 3 - 2 | Skra Bełchatów | 25-17, 20-25, 25-23, 23-25, 16-14 |
| 4 marzo 2015 Centr volejbola Sankt-Peterburg, Kazan' Durata: 1h:11 - Spettatori: 2 900 | Zenit-Kazan           | 3 - 0 | Halkbank       | 25-19, 25-18, 25-17               |

#### Ritorno
| 11 marzo 2015 Hala Podpromie, Rzeszów Durata: 2h:06 - Spettatori: 4 512         | Asseco Resovia | 2 - 3 | Lokomotiv Novosibirsk | 20-25, 25-19, 25-22, 19-25, 15-17 |
| 11 marzo 2015 Hala Energia, Bełchatów Durata: 1h:58 - Spettatori: 11 500        | Skra Bełchatów | 3 - 1 | Sir Safety Perugia    | 16-25, 25-22, 25-23, 25-18        |
| 11 marzo 2015 Başkent Voleybol Salonu, Ankara Durata: 2h:03 - Spettatori: 4 500 | Halkbank       | 3 - 2 | Zenit-Kazan           | 25-23, 17-25, 25-18, 23-25, 16-14 |

#### Squadre qualificate
- Skra Bełchatów
- Zenit-Kazan
- Asseco Resovia

### Final Four
|  | Semifinali     | Semifinali     | Semifinali     |                |             | Finale             | Finale             | Finale             |  |
|  |                |                |                |                |             |                    |                    |                    |  |
|  | Zenit-Kazan    | Zenit-Kazan    | 3              |                |             |                    |                    |                    |  |
|  | Zenit-Kazan    | Zenit-Kazan    | 3              |                |             |                    |                    |                    |  |
|  | Charlottenburg | Charlottenburg | 1              |                |             |                    |                    |                    |  |
|  | Charlottenburg | Charlottenburg | 1              |                | Zenit-Kazan | Zenit-Kazan        | 3                  |                    |  |
|  |                |                |                |                | Zenit-Kazan | Zenit-Kazan        | 3                  |                    |  |
|  |                |                | Asseco Resovia | Asseco Resovia | 0           |                    |                    |                    |  |
|  | Asseco Resovia | Asseco Resovia | Asseco Resovia | Asseco Resovia | 0           | 3                  |                    |                    |  |
|  | Asseco Resovia | Asseco Resovia |                |                |             | 3                  |                    |                    |  |
|  | Skra Bełchatów | Skra Bełchatów | 0              |                |             | Finale 3º/4º posto | Finale 3º/4º posto | Finale 3º/4º posto |  |
|  | Skra Bełchatów | Skra Bełchatów | 0              |                |             |                    |                    |                    |  |
|  |                |                |                |                |             |                    |                    |                    |  |
|  |                |                |                |                |             | Charlottenburg     | Charlottenburg     | 3                  |  |
|  |                |                |                |                |             | Charlottenburg     | Charlottenburg     | 3                  |  |
|  |                |                |                |                |             | Skra Bełchatów     | Skra Bełchatów     | 2                  |  |

#### Semifinali
| 28 marzo 2015 Max-Schmeling-Halle, Berlino Durata: 2h:00 - Spettatori: 9 300 | Zenit-Kazan    | 3 - 1 | Charlottenburg | 26-24, 21-25, 25-22, 25-15 |
| 28 marzo 2015 Max-Schmeling-Halle, Berlino Durata: 1h:41 - Spettatori: 9 000 | Asseco Resovia | 3 - 0 | Skra Bełchatów | 25-23, 25-23, 25-22        |

#### Finale 3º posto
| 29 marzo 2015 Max-Schmeling-Halle, Berlino Durata: 2h:25 - Spettatori: 9 025 | Charlottenburg | 3 - 2 | Skra Bełchatów | 25-21, 19-25, 25-20, 26-28, 23-21 |

#### Finale
| 29 marzo 2015 Max-Schmeling-Halle, Berlino Durata: 1h:27 - Spettatori: 9 350 | Zenit-Kazan | 3 - 0 | Asseco Resovia | 25-22, 25-23, 25-21 |

## Premi individuali
| Premio                | Nome             | Squadra        |
| --------------------- | ---------------- | -------------- |
| MVP                   | Wilfredo León    | Zenit-Kazan    |
| Miglior palleggiatore | Fabian Drzyzga   | Asseco Resovia |
| Miglior opposto       | Maksim Michajlov | Zenit-Kazan    |
| Miglior schiacciatore | Wilfredo León    | Zenit-Kazan    |
| Miglior schiacciatore | Facundo Conte    | Skra Bełchatów |
| Miglior centrale      | Piotr Nowakowski | Asseco Resovia |
| Miglior centrale      | Johannes Bontje  | Charlottenburg |
| Miglior libero        | Teodor Salparov  | Zenit-Kazan    |
| Premio Fair Play      | Scott Touzinsky  | Charlottenburg |